# Altstadt 7/9 (Büdingen)

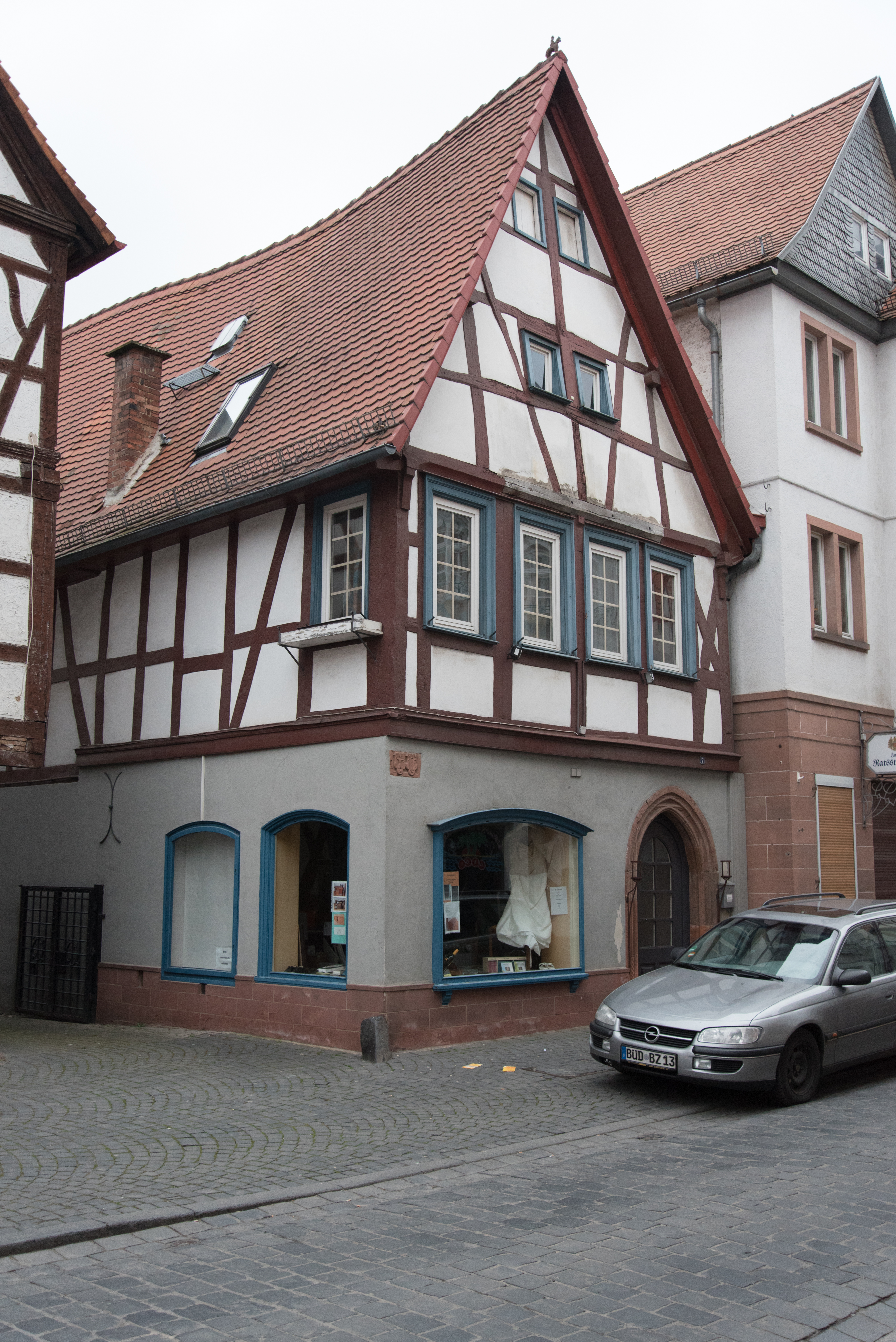
Haus Altstadt 7/9 in Büdingen

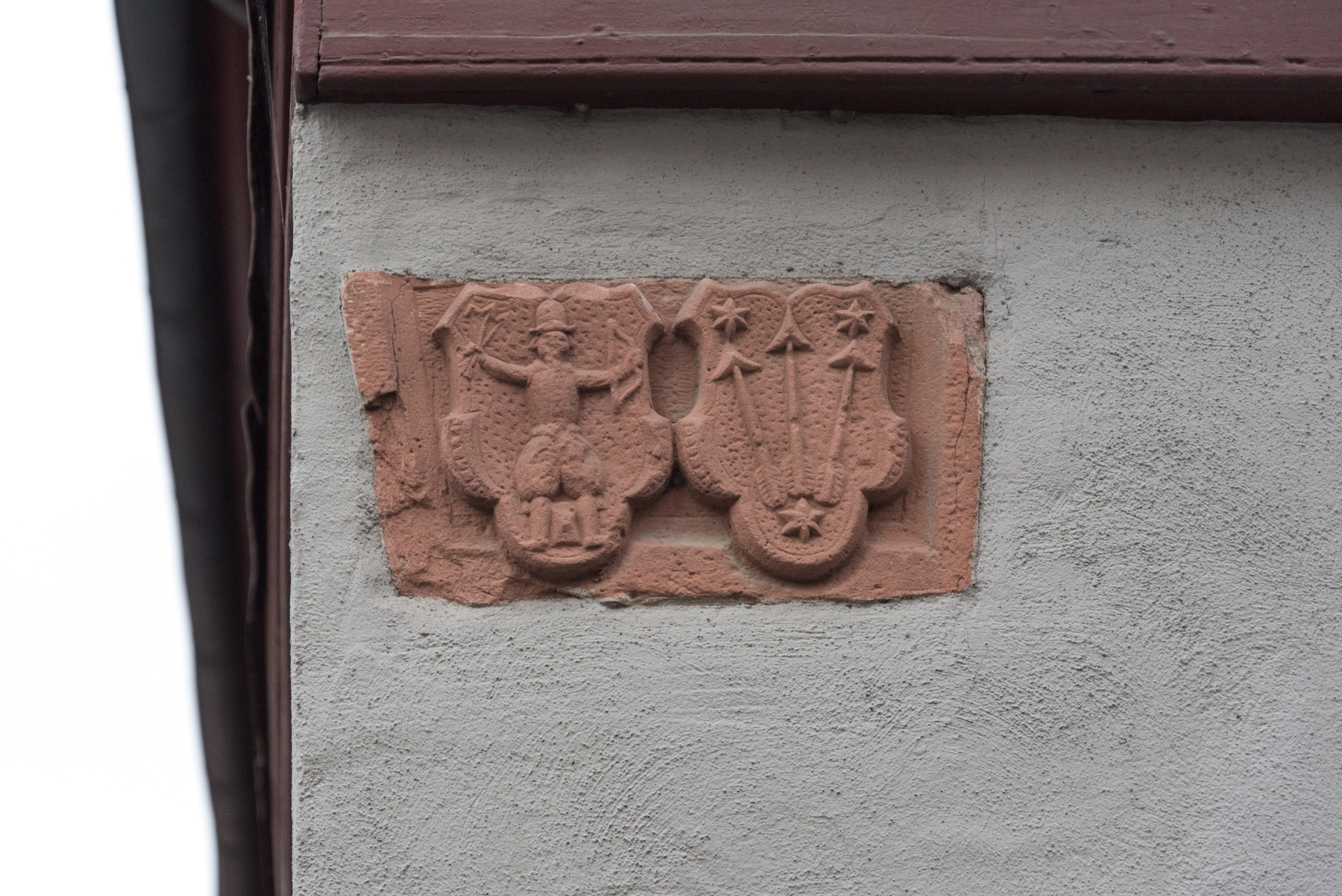
Wappenstein

Das Gebäude Altstadt 7/9 in Büdingen, einer Stadt im Wetteraukreis in Hessen, wurde im späten 15. Jahrhundert errichtet und teilweise im 19. Jahrhundert verändert. Das Fachwerkhaus ist ein geschütztes Kulturdenkmal.
Das zweigeschossige, giebelständige Wohn- und Geschäftshaus über massivem Sockelgeschoss mit einem spätmittelalterlichen Portal und frühbarockem Wappenstein im Erdgeschoss, der sich ursprünglich im Haus Kirchgasse 5 befand, wurde im Obergeschoss stark verändert. 
Der Giebel war ursprünglich mit umlaufenden Hohlkehlen versehen.